# 杉山バラ園
杉山バラ園有限会社（すぎやまバラえん）は、静岡県駿東郡清水町にあるバラ園。愛称は、エルローザ(el-rosa)。
数々の賞を受賞しており、浜名湖花博にも出品している。
春と秋には「バラ祭り」を開催。園内のローズガーデンは1年を通して無料で開放されている。
園内には犬も入ることができ、犬グッズの専門店「わんのはな」もある。
ジャズが流れる喫茶室があり、月に1〜2度ライブも開催されている。